# Pride (Amy Macdonald)
Pride è un singolo della cantautrice scozzese Amy Macdonald, il secondo estratto dal terzo album in studio Life in a Beautiful Light e pubblicato il 13 agosto 2012.

## Tracce
Download digitale
1. Pride – 3:22 (Amy Macdonald)